# Amanita eliae
Amanita eliae là một loài nấm độc, không ăn được trong họ Amanitaceae. Loài này được tìm thấy ở châu Âu và được Lucien Quélet miêu tả khoa học lần đầu tiên năm 1872. Các danh pháp khoa học đồng nghĩa của loài bao gồm Amanitaria eliae, Amanita godeyi, và Amanita cordae.

## Môi trường sống
Amanita eliae thường được tìm thấy mọc trên những loài thực vật có quả nón (cây thuộc nhóm tùng bách) hoặc trên thực vật sớm rụng lá. Nấm này thường phát triển vào mùa xuân và mùa thu.

## Tìm hiểu thêm
- Evangelina Pérez-Silva; Teófilo Herrera Suárez (1991). Iconografía de macromicetos de México: Amanita. UNAM. tr. 52–. ISBN 978-968-36-1634-0. Truy cập ngày 27 tháng 7 năm 2012.